# Oidor

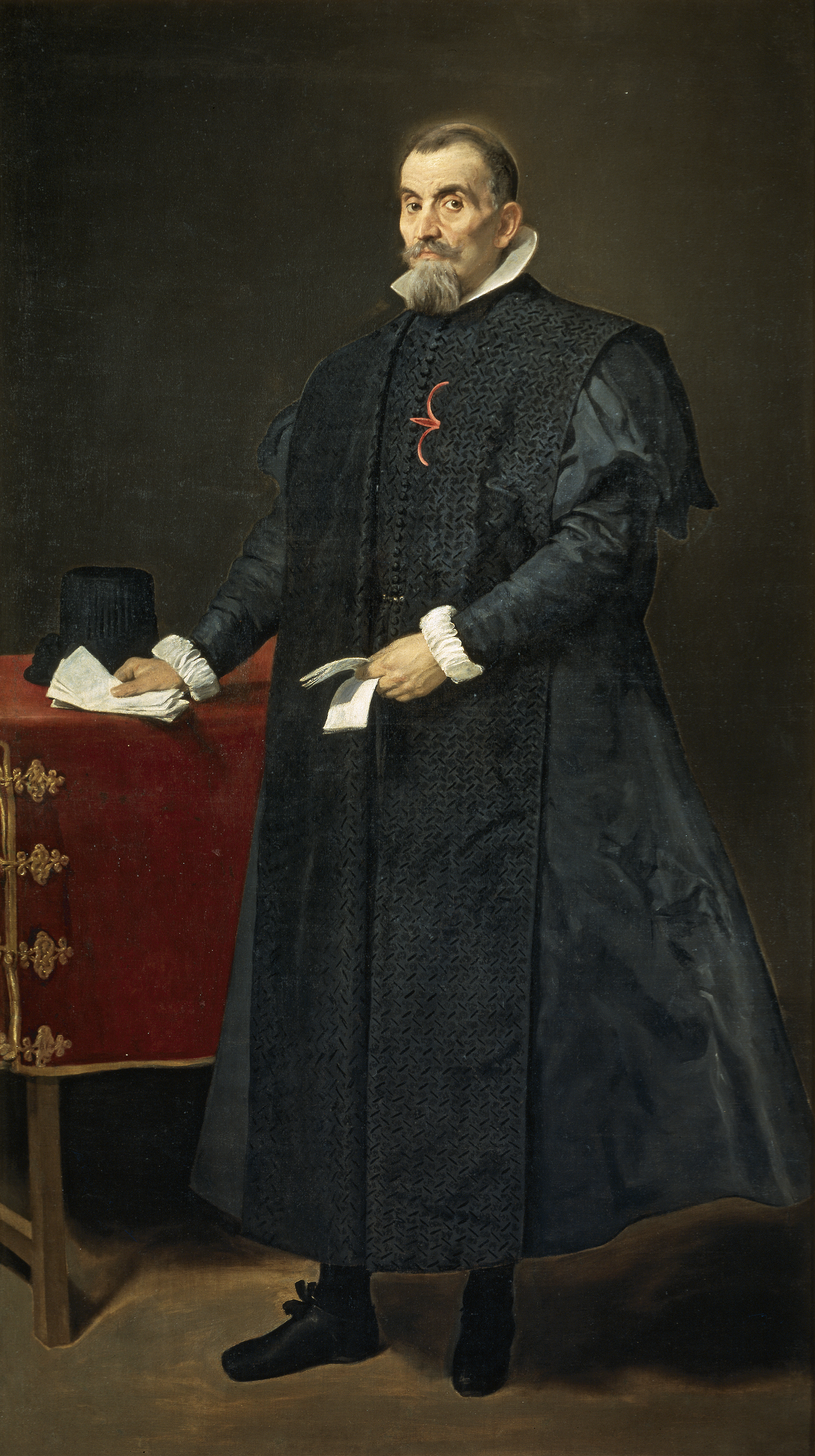
Portrait de Diego del Corral y Arellano, oidor du Conseil de Castille, par Diego Vélasquez (vers 1632).

Oidor est le nom donné aux juges membres des Reales Audiencias ou Cancillerías (es), tribunaux collégiaux originaires de Castille, qui deviennent les organes supérieurs de justice au sein de l'Empire colonial espagnol. Le nom de cette fonction provient de l'obligation d'écouter (oír) les parties dans un procès, en particulier durant la phase des réclamations.